# Michael Marcour
Michael Marcour (ur. 10 lutego 1959 w Bergisch Gladbach) – niemiecki żeglarz sportowy. Srebrny medalista olimpijski z Los Angeles.
Reprezentował barwy RFN. Zawody w 1984 były jego jedynymi igrzyskami – zajął drugie miejsce w klasie Star. Partnerował mu Joachim Griese. W 1983 wspólnie byli wicemistrzami świata.